# Damião
Damião est une ville brésilienne du nord-est de l'État de la Paraíba.
Sa population était estimée à 4 807 habitants en 2007. La municipalité s'étend sur 110 km2.